# Holzleuten (Rückholz)
Holzleuten ist ein Gemeindeteil von Rückholz im schwäbischen Landkreis Ostallgäu in Bayern. Das Dorf liegt circa zwei Kilometer nördlich von Rückholz und ist über die Kreisstraße OAL 23 zu erreichen.
Die Siedlung Holzleuten gehörte der ersten Rodungszeit an. Der Ort wurde 1386 erstmals urkundlich erwähnt.

## Baudenkmäler

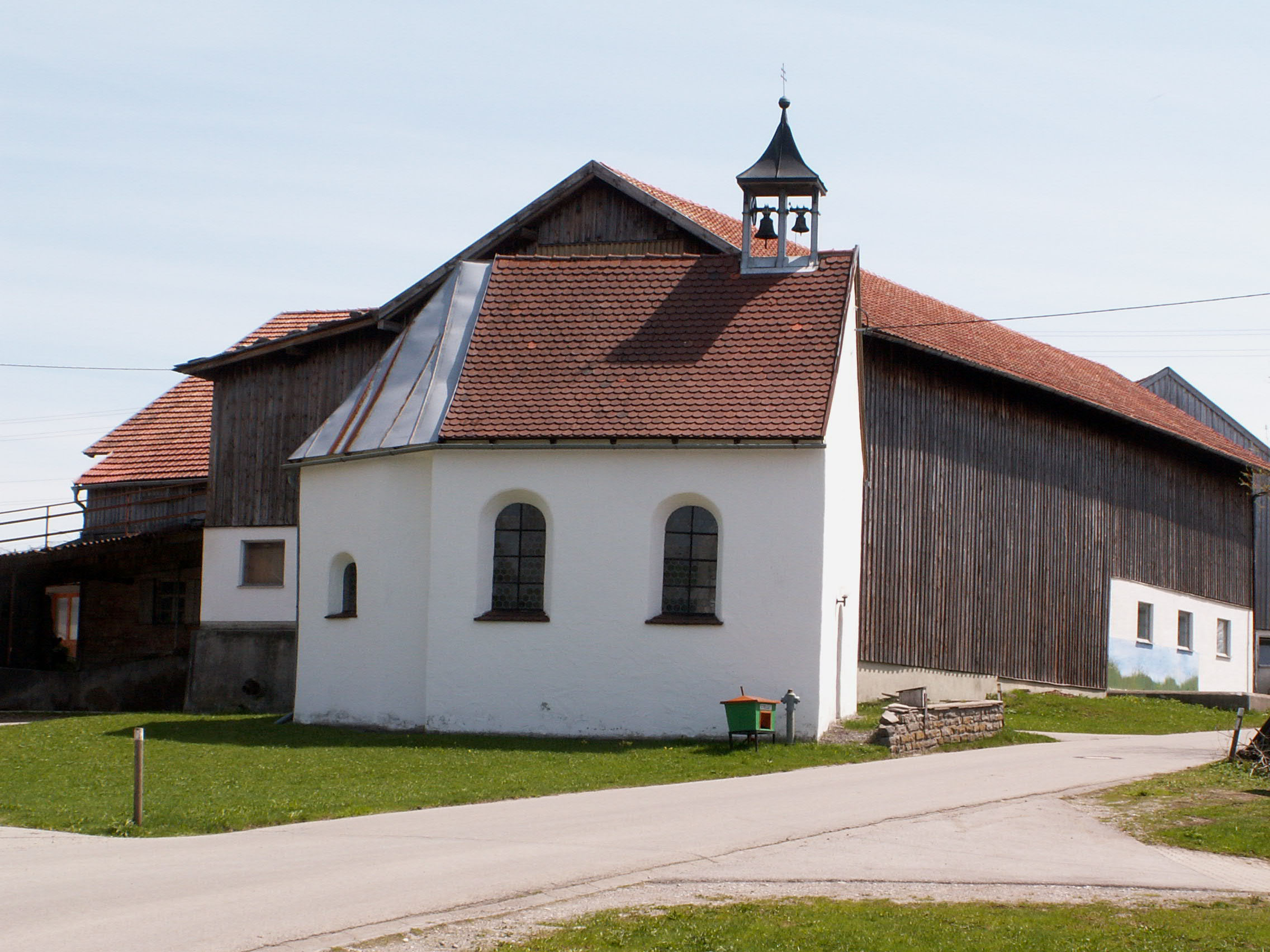
Kapelle Heilige Dreifaltigkeit

Einziges Baudenkmal in Holzleuten ist die katholische Kapelle Heilige Dreifaltigkeit aus dem Anfang des 18. Jahrhunderts. 
Siehe auch: Liste der Baudenkmäler in Rückholz